# St. Mariä Himmelfahrt (Düsseldorf-Unterbach)

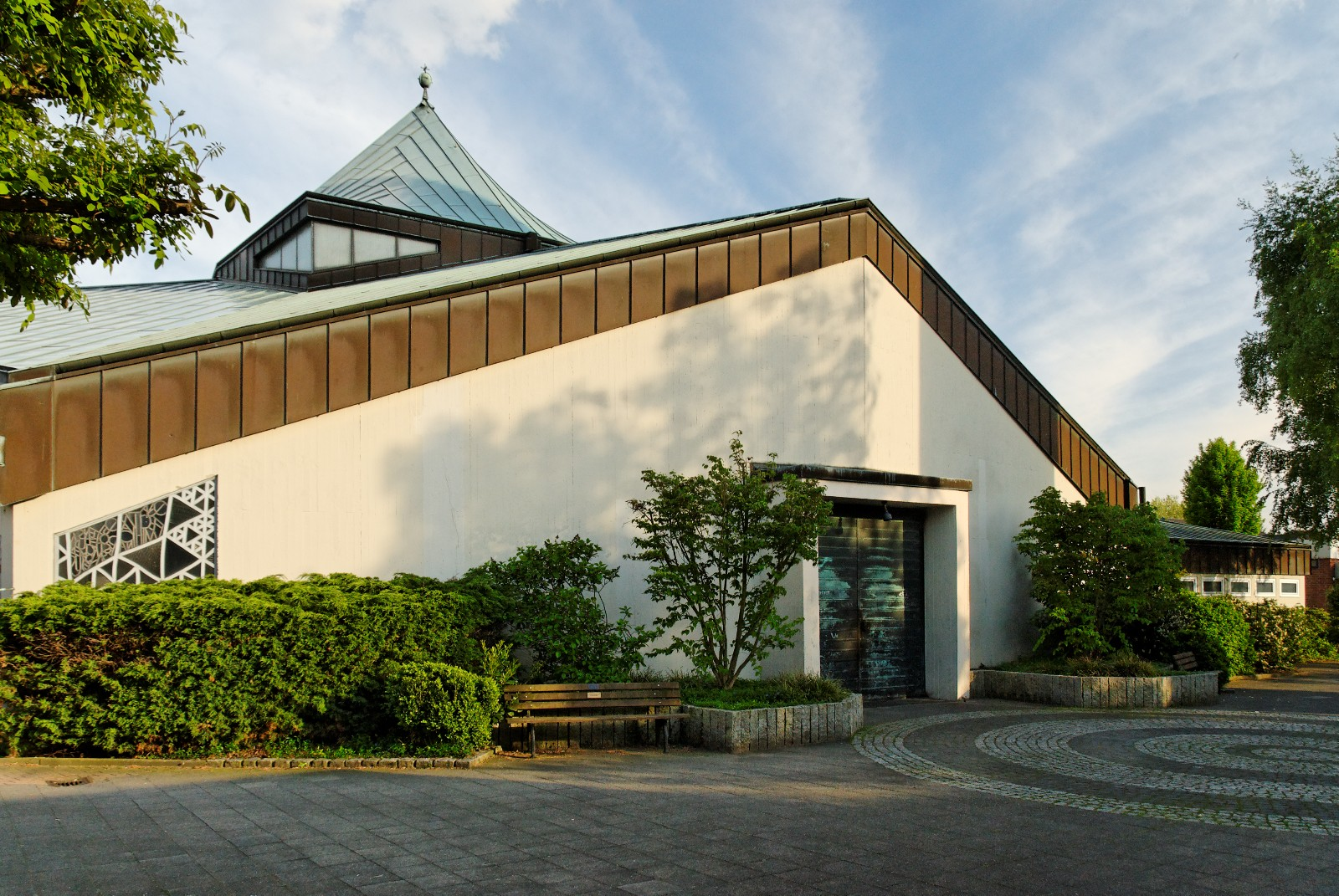
St. Mariä Himmelfahrt

St. Mariä Himmelfahrt ist die einzige katholische Kirche sowie der Name der zugehörigen Pfarrgemeinde im Düsseldorfer Stadtteil Unterbach. Die Kirche wurde 1963 von Josef Lehmbrock errichtet.
Der Stadtteil Unterbach entstand aus dem Gut Unterbach, die geistige Fürsorge ist ab dem 15. Jahrhundert durch eine Hofkapelle nachgewiesen. Seit 1897 ist Unterbach eigenständige Pfarrei.
Am Rande Unterbachs wurde ab 1957 die neue Siedlung Wittenbruchplatz nach den Plänen Lehmbrocks errichtet, in der der Architekt selbst viele Jahre lebte. Während die Siedlung jedoch überwiegend aus Backsteinhäusern besteht, wurde für die Kirche Sichtbeton als Baumaterial gewählt, nach Art des Brutalismus. Der Grundriss der Kirche ist ebenso wie der daneben freistehende Kirchturm achteckig, an das Achteck ist ein Anbau mit Chorraum und Sakristei seitlich angefügt. Die Kirche ist komplett aus Sichtbeton gefertigt – auch die Decke, die von vier Stützpfeilern im Innern der Kirche getragen wird und das Zelt Gottes unter den Menschen symbolisieren soll. Sie ist mit Lichtöffnungen, die zwischen Zelt und Kuppel sitzen, durchbrochen. Der Hauptaltarraum ist in einer halbkreisförmigen Sichtbetonschale eingefasst hinter der sich kleiner Nebenaltar verbirgt. Vier Raumecken sind mit raumhohen Fenstern aus Strukturglas versehen.
Die Kirche wurde in den Jahren 1963 bis 1964 erbaut und in den Jahren 1981 bis 1982 renoviert. Kirchweihe war am 16. Juni 1983.
Unweit des heutigen Standortes existierte von 1883 bis 1967 eine Vorgängerkirche gleichen Namens.
St. Mariä Himmelfahrt ist die einzige katholische Kirche auf dem Stadtgebiet Düsseldorfs, die nicht deren Stadtdekanat zugeordnet ist. Die zugehörige gleichnamige Pfarre unterhält eine Dependance im benachbarten Erkrath-Unterfeldhaus und bildet mit St. Johannes der Täufer in Erkrath seit dem 1. Januar 2010 eine Seelsorgegemeinschaft im Dekanat Hilden, Kreisdekanat Mettmann des Erzbistums Köln.
Joachim Vobbe, der spätere Bischof und damit höchste Repräsentant der Altkatholischen Kirche in Deutschland wirkte bis zu seinem Übertritt in St. Mariä Himmelfahrt.
Kantor und Musikpädagoge in dieser Kirchengemeinde war Mathias Baumeister.